# Parnall Peto
O Parnall Peto foi um pequeno Hidroavião prjetado para a especificação 16/24 do Air Ministry no início dos anos 1920 para ser uma aeronave de reconhecimento a ser carregado dentro de um submarino.

## Projeto e desenvolvimento
Dois aviões foram projetados e construídos pela George Parnall and Company e foram dados os números de série N181 e N182. O primeiro protótipo, N181, se acidentou em Gibraltar e foi reconstruído como N255 antes de ser perdido junto com o submarino HMS M2 quando seu hangar foi inundado. O Peto foi um dos projetos mais audaciosos que a Parnall trabalhou, devido ao muito pequeno hangar no qual a aeronave deveria caber, montado imediatamente na frente da torre de comando do submarino.
Construído de madeira, tecido, alumínio e ferro, tinha uma envergadura como nenhuma outra, utilizando as asas retangulares e retráteis projetadas por James Warren. A primeira aeronave, N181, era motorizada por um motor de 128 hp, modelo Bristol Lucifer, com flutuadores to tipo "Consuta" construídos de compensado de mogno. O desempenho era satisfatório de forma geral, mas após o acidente, melhorias foram feitas e a máquina foi reconstruída com novas asas, flutuadores de metal e um motor de 169 hp, modelo Armstrong Siddeley Mongoose. Os testes no ar e na água mostraram que o projetista, Harold Bolas, havia atingido os requisitos e foi oficialmente julgado como excepcionalmente bom.
A aeronave era lançada utilizando uma catapulta de ar comprimido montada na parte dianteira do submarino e recuperada utilizando uma grua.
Com a perda do M2, a Marinha Real Britânica abandonou as aeronaves lançadas a partir de submarinos, apesar da maior parte das marinhas experimentarem o conceito nos anos seguintes.

## Aeronaves
As duas aeronaves construídas foram:
N181
Protótipo que se acidentou em Gibraltar em 11 de Fevereiro de 1930 e reconstruída como N255 com flutuadores melhores. Aeroanve perdida juntamente com o submarino HMS M2.
N182
Acidentou-se em 29 de Junho de 1930 em Stokes Bay. Foi adquirida por F.C.H. Allen e preparada para uso civil no aeródromo Ford em Sussex entre 1933 e 1934. O registro civil foi emitido, G-ACOJ,  mas o projeto foi abandonado.